# Clara Muhammad
Clara Muhammad, née Clara Evans, également désignée sous le nom de Clara Poole, est née le 2 novembre 1899 à Macon (État de Géorgie) et morte le 12 août 1972 à Chicago (État de l'Illinois).

## Biographie
Fille de Mary Lou Thomas et de Quartus Evans, elle épouse, en 1917, Elijah Muhammad. Parmi leurs descendants se trouve Warith Deen Muhammad.
Connue sous le nom de Première Dame de la Nation of Islam, Clara Muhammad se distingue par le rôle éminent qu'elle joue dans l'introduction de son époux aux préceptes dispensés par le fondateur de la Nation of Islam, Wallace Fard Muhammad.
Néanmoins, leur déménagement à Détroit n’a pas pour effet de dissiper les difficultés ; bien au contraire, Clara se trouve en proie à des souffrances profondes dans le cadre de son mariage. Son époux, Elijah, lutte contre l’alcoolisme et une dépendance au jeu, des fléaux qui exacerbent la précarité financière du foyer. La trajectoire de leur existence prend cependant un tournant décisif lorsqu'ils rencontrèrent W.D. Fard. Cette rencontre, marquée par le charisme de Fard, provoque une transformation radicale[Laquelle ?] dans la vie du couple, leur offrant une perspective nouvelle et une voie de salut à travers les enseignements de la Nation de l'Islam,.
Clara Muhammad fréquente les conférences animées par W.D. Fard, lequel expose sa version de l'Islam aux Afro-Américains durant la Grande Dépression. Ce dernier attire les fidèles en promettant un salut face à la détresse et aux souffrances raciales omniprésentes. Par son intérêt[De qui ?] marqué pour ces discours, Clara devient la cause principale de l'engagement[Quoi ?] de son époux, Elijah Muhammad, dans la fonction de ministre du Allah Temple of Islam (ATOI). Son influence indirecte est alors déterminante dans l'ascension de son mari au sein de cette organisation religieuse.
Entre 1935 et 1946, durant la période où son époux se trouvait dans l’impossibilité de diriger en raison des menaces de mort émanant de dirigeants adverses et de son incarcération pour sédition durant la Seconde Guerre mondiale, Clara Muhammad prit en main la direction de l’organisation,.
Aux origines de la Nation of Islam, Clara contribua activement à la création et à la direction de l'University of Islam ainsi que des écoles de formation destinées aux jeunes filles musulmanes. Ces institutions offraient une éducation aux enfants des membres de la Nation, se présentant comme l'une des premières incarnations nationales de l'enseignement religieux dispensé au sein du domicile familial. À l'instar de Fard Muhammad, le fondateur de la Nation de l'Islam, Sœur Clara avait compris l'importance capitale d'une éducation rigoureuse pour ses adeptes, comme levier d'émancipation dans une société à prédominance blanche. Il convient de souligner que Sœur Clara avait entrepris des études plus approfondies que son époux, Elijah Muhammad. Sa maîtrise accrue des connaissances et de l'érudition fut déterminante ; elle apportait son soutien à Elijah Muhammad dans ses propres études, facilitant ainsi sa compréhension des enseignements assignés et l'engagement dans des activités requérant des compétences en lecture et en écriture. Ce soutien inestimable permit à Elijah Muhammad de mieux appréhender les préceptes religieux et de s'investir avec plus de compétence dans les tâches qui demandaient une certaine habileté intellectuelle.
Au sein de l’University of Islam, Fard et Clara ont exprimé leur ferme intention de prémunir leurs enfants contre les préjudices raciaux endurés par les élèves noirs dans les établissements scolaires publics. Pour ce faire, ils ont conçu un programme éducatif de haute qualité, englobant des disciplines telles que les mathématiques, les sciences et la langue anglaise, tout en incluant également des enseignements sur l’hygiène, l’astrologie et la santé. De surcroît, cette institution éducative suscite une profonde admiration parmi les parents d’élèves, qui saluent le fait que l’école promeut des valeurs telles que la solidarité, la fraternité et le désintérêt pour les conflits juridiques. Quant aux étudiants, ils témoignent également d’une grande satisfaction vis-à-vis des cours dispensés, lesquels leur offrent une compréhension enrichie de leur héritage ancestral, des enseignements spirituels et des défis sociaux auxquels les Noirs sont confrontés aux États-Unis. Ces connaissances permettent aux élèves d’élargir leurs horizons et d’acquérir une meilleure appréhension de leur place dans la société.
Cependant, la présence des enfants dans les établissements scolaires était, à l'époque, perçue comme un acte d'absentéisme, entraînant ainsi des poursuites judiciaires et des confrontations tumultueuses entre les membres du Temple et les forces de l'ordre à Détroit et à Chicago,,. Sœur Clara dut affronter de nombreuses vicissitudes, notamment un harcèlement juridique intense lorsque les autorités tentèrent d'imposer le retour de ses enfants dans les écoles publiques. Elle se défendit avec fermeté et détermination, s'opposant aux tentatives coercitives par lesquelles les autorités s'efforçaient de contraindre ses enfants à regagner les institutions éducatives conventionnelles. Sœur Clara persista dans sa décision de dispenser l'éducation de ses enfants à l'Université de l'Islam, même au prix de répercussions juridiques potentielles.

## Mort et héritage

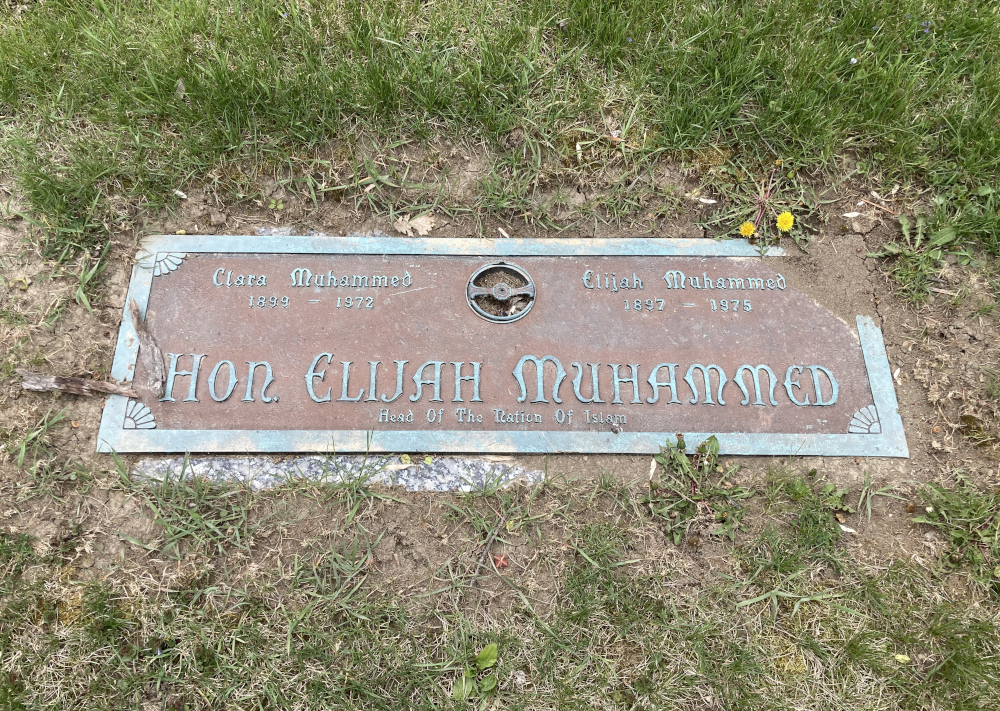
Tombe au Mount Glenwood Memory Gardens South

Clara Muhammad meurt le 12 août 1972, d'un cancer de l’estomac. Elle est inhumée au Mount Glenwood Memory Gardens South, situé à Glenwood, dans l'Illinois.
Son fils, Warith Deen Mohammed, qui accéda à la direction de la Nation de l'Islam en 1975, entreprit de rénover le nom des écoles de l’University of Islam en les dénommant écoles Sister Clara Muhammad en hommage à sa mère.
Actuellement, il existe approximativement 75 établissements Sister Clara Muhammad disséminés à travers le pays. Parmi ces institutions, on dénombre l’école Sister Clara Muhammad située à Boston, dans le Massachusetts, ainsi que celle établie à Atlanta, en Géorgie.